# Algebra
Algebra (ar. الجبر, al-gabr, što znači „spajanje (polomljenih) kostiju“) označava niz različitih, no međusobno povezanih, pojmova u matematici: 
- matematičku metodu zaključivanja preko formalne manipulacije simbolima ("račun", "algebarske manipulacije"); Na tu metodu može se u principu svesti svako drugo matematičko zaključivanje, no to ne bi bilo intuitivno i prikladno u praksi.

- kao jedna od osnovnih grana matematike, algebra se bavi izučavanjem tzv. algebarskih struktura;

- pod algebrom nekad smatramo osnovni predmet u nižem obrazovanju u koji se bavi računanjem s izrazima koji uz brojeve uključuju i nepoznanice ("varijable"), a od operacija osnovne „algebarske“ operacije (zbrajanje, oduzimanje, množenje, dijeljenje itd.);

- algebra se (u području matematike koje se naziva univerzalna algebra) upotrebljava kao kraći naziv za bilo koju algebarsku strukturu

- algebra se često upotrebljava u smislu "neasocijativna algebra" tj. vektorski prostor (ili čak modul nad komutativnim prstenom) zajedno s bilinearnom operacijom koja se naziva množenje

- algebra, kao struktura, za većinu matematičara danas znači "asocijativna algebra nad poljem" (ili komutativnim prstenom k) tj. vektorski prostor (modul) A nad poljem (komutativnim unitalnim prstenom) zajedno s bilinearnom i asocijativnom operacijom množenja; ili drugim riječima a homomorfizam iz komutativnog unitalnog prstena k u (ne nužno unitalan i ne nužno komutativan) prsten A. Često (ali ne uvijek) se podrazumijeva da je asocijativna algebra i unitalna.

- u univerzalnoj algebri postoji niz mehanizama gdje se algebarske strukture gledaju kao neka vrsta "poopćenog modula" nad bazičnim algebarskim objektom koji označava tip. Tako govorimo o algebrama nad danom monadom, algebrama nad danim PROP-om, algebra nad danim operadom itd.

Riječ al-gabr dolazi iz knjige perzijskog matematičara al-Hvarizmija Kitāb al-ǧabr wa-al-muqābala (Knjiga o uspostavljanju i suprotstavljanju). Postupak se prvo odnosio na uređivanje lijeve i desne strane kod jednadžbi ali je kasnije, razvojem matematike, značajno proširen.

## Algebarske strukture
Tradicionalno važne algebarske strukture uključuju polugrupe, monoide, grupe, prstene, neasocijativne algebre, asocijativne algebre, tijela (napose komutativna tijela ili polja), Liejeve algebre, rešetke, Boolove algebre, koalgebre, algebre, bialgebre, Hopfove algebre; danas se tu pridružuju i mnoge druge kao što su koprsteni, operadi, graduirani prsteni, hiperprsteni, dg-algebre (diferencijalne graduirane algebre), dg-koalgebre, A-beskonačno algebre, monoidi u monoidalnoj kategoriji, Leibnizove algebre itd. Male kategorije također su algebarske strukture. 
Algebarske strukture opisuju se popisom operacija (tzv. signatura) i aksiomima koji se zahtijevaju za te operacije. Svaki skup s istim popisom operacija i koji zadovoljavaju dane aksiome je „model“ te strukture. Time algebra kao disciplina postaje dio teorije modela, koja može uključivati i složenije aksiomatske sustave od algebarskih.

## Šira uloga algebre u matematici
Jedan tip algebarskih struktura ima izuzetan značaj za matematičku logiku: Booleove ili bulovske algebre, nazvane prema Georgeu Booleu koji je 1847. napisao Mathematical Analysis of Logic. Nicolas Bourbaki zasniva svoj opći pregled matematike na općem pojmu strukture, koji je općenitiji od algebarske strukture. Pored algebarskih struktura, spomenimo strukturu uređaja i topološku strukturu.

## Vanjske poveznice
Mrežna mjesta
- algebra Hrvatska enciklopedija
- nLab: algebra
- Zavod za algebru i osnove matematike  Arhivirana inačica izvorne stranice od 15. kolovoza 2021. (Wayback Machine), PMF